# Piper confertinodum
Piper confertinodum är en pepparväxtart som först beskrevs av Trel. & Yunck., och fick sitt nu gällande namn av M.A.Jaram. & Callejas. Piper confertinodum ingår i släktet Piper och familjen pepparväxter. Inga underarter finns listade i Catalogue of Life.